# Humboldt (Dél-Dakota)
Humboldt város az Amerikai Egyesült Államok Dél-Dakota államában, Minnehaha megyében. Lakosainak száma 579 fő (2020. április 1.).

## Népesség
A település népességének változása:

| 2010 | 589 |
| 2020 | 579 |